# Шарлотина мрежа (роман)
Шарлотина мрежа (engl. Charlotte's Web) је енглески роман писца Е. Б. Вајт написан 1952. године.